# Sainsbury's
J Sainsbury plc è la casa madre di Sainsbury's Supermarkets Ltd, comunemente conosciuta come Sainsbury's, la seconda catena di supermercati nel Regno Unito. È tornata ad esserlo dal gennaio 2014 dopo essere stata a lungo al terzo posto alle spalle di Tesco e ASDA. La holding J Sainsbury plc è divisa in tre divisioni: Sainsbury's Supermarkets Ltd (compresi i negozi di generi alimentari), Sainsbury's Bank e Sainsbury's Argos.  La sede principale del gruppo è nel centro di supporto di Sainsbury, a Holborn Circus, Londra.
È quotato alla Borsa di Londra ed è un componente dell'indice FTSE 100. Dal febbraio 2018 il più grande azionista è il fondo sovrano del Qatar, il Qatar Investment Authority, che detiene il 21,99% della società. Nell'aprile 2018 Sainsbury ha avviato colloqui con Walmart su un progetto di acquisto di Asda per costituire la più grande società di supermercati del Regno Unito. In aprile 2019, dopo che l'antitrust ha dettato le condizioni per poter fare l'operazione, Sainbury ha rinunciato all'acquisto (https://www.fruitbookmagazine.it/regno-unito-salta-fusione-asda-sainsburys/)

## Storia
Fondata nel 1869 quando John James Sainsbury e sua moglie Mary Ann aprono un negozio di generi alimentari (prima freschi, in seguito anche confezionati) al numero 22 di Drury Lane, a Holborn, sobborgo di Londra. La filosofia commerciale, sintetizzata in un cartello posto fuori dal negozio, è: "Qualità perfetta, prezzi più bassi". Cresce rapidamente in Età vittoriana, aprendo nuovi negozi e introducendo la consegna a domicilio. Quando John James Sainsbury muore, nel 1928, ci sono già 128 negozi con il suo marchio al punto da essere già da qualche anno la catena più importante del paese.
Alla sua scomparsa la guida dell'azienda passa al figlio maggiore, John Benjamin Sainsbury, il quale già dal 1915 collabora con il padre. Continua l'espansione, nel 1936 è acquisita la catena Thorouhgood con sede a Midlands. Nel 1938 John Benjamin è colpito da un infarto e al suo posto subentra la terza generazione dei Sainsbury: Alan (in seguito sarà Lord Sainsbury di Drury Lane) e il fratello Robert. Con la seconda guerra mondiale lo sviluppo si blocca, molti uomini che lavorano per la catena sono chiamati sotto le armi e al loro posto subentrano le donne, il cibo è razionato, molti negozi, in particolare quelli situati nella zona di Londra, sono anche danneggiati o distrutti dalle bombe.
Nel dopoguerra, durante un viaggio negli Stati Uniti, Alan si rende conto dei vantaggi del self-service, così nel 1950 apre anche lui la prima filiale self-service a Croydon. Con l'arrivo nel 1969 alla guida dell'azienda della quarta generazione, rappresentata da John Davan Sainsbury (in seguito Lord Sainsbury di Preston), la società cresce diventando il più grande venditore al dettaglio di generi alimentari del regno Unito. Solo nel 1995 sarà superata da Tesco, che diventerà così leader nel settore della grande distribuzione, e nel 2003 anche da ASDA che, diventando la seconda più grande catena del paese, relegherà Sainsbury's al terzo posto.
Nel 1973 Sainsbury's è quotata alla Borsa di Londra con la famiglia, che fino ad allora aveva avuto il controllo totale dell'azienda, che scende all'85%. Successivamente la famiglia Sainsbury scende al 35%, vendendo nel 2005 buona parte della proprietà. Nel 2008 la sua partecipazione si riduce al 15% delle azioni di J Sainsbury plc, detenuta attraverso varie società.